# The Wake (novel·la)
The Wake és la novel·la de debut de l'autor britànic Paul Kingsnorth el 2014. Escrita en un idioma imaginari, una mena d'híbrid entre l'anglès antic i l'anglès modern, parla del "Buccmaster d'Holanda", un home lliure anglosaxó forçat a acceptar els efectes de la invasió normanda del 1066, durant la qual van assassinar la seva dona i els seus fills. Per això, comença una guerra de guerrilles contra els invasors normands als Fens de Lincolnshire.
Kingsnorth va finançar el treball a través del micromecenatge a la plataforma Unbound per no rebre el suport de cap editorial, i en primera instància no esperava una gran rebuda per al treball. Ara bé, l'any de publicació, el llibre va ser inclòs a la primera llista del Man Booker Prize i va guanyar el Gordon Burn Prize. Els drets cinematogràfics van ser adquirits per l'actor i director anglès Mark Rylance, que en va llegir un extracte el 2014 al Hay Festival.